# Pins Blancs (Castellcir)

Pins Blancs, respecte del terme de Castellcir

Pins Blancs és un paratge del terme municipal de Castellcir, a la comarca del Moianès.
Està situat a la zona occidental del terme, a la dreta del torrent de la Mare de Déu i del Sot del Forn, a l'extrem sud-occidental del Solell del Verdeguer i del Serrat de la Casa del Guarda, a migdia de l'extrem oriental del Serrat del Verdeguer i al nord dels Camps de Portet. La masia del Verdeguer és al nord de Pins Blancs i els Camps del Cau del Toixó, al nord-oest.